# Carl Peter Frederik Drejer
Carl Peter Frederik Drejer (3. marts 1808 i Eveldrup Præstegård ved Hobro – 11. juli 1871 på Frederiksberg) var en dansk proprietær og politiker, bror til Ove og Salomon Drejer.
Han var søn af præst Niels Drejer (1768-1844) og Thomasine Nicoline f. Reutze (1775-1847), var 1823-27 skriver på Lysgård og Hids Herreders kontor og tog 1828 dansk juridisk eksamen. Han var derefter 1829-33 fuldmægtig hos byfogeden i Skive og 1834-42 godsforvalter på Lundbygård og Oremandsgård. Her gjorde han bekendtskab med sin nedennævnte hustru og fik med hende midler til at købe Glostrupgård i nærheden af Nakskov, som han ejede 1842-70. 24. september 1850 valgtes Drejer til landstingsmand for 5. kreds og beholdt sit sæde indtil Grundlovens ændring 18. oktober 1866; han indtog en ret anselig stilling på tinge som nationalliberal (stemte i april 1853 imod Arvefølgeloven), dog hældende til venstre side, og valgtes 1856 af Landstinget til medlem af Rigsrådet (indtil juli 1863). 1854-56 havde Drejer sæde i Maribo Amtsråd og 1864-66 i Rigsrådets Folketing. 6. oktober 1862 blev han Ridder af Dannebrog. Død 11. juli 1871.
Han havde 1842 ægtet Theodora Collett (16. november 1809 i Eger – 24. marts 1887 på Frederiksberg), datter af den norske højesteretsassessor Peter Collett.